# Quisiera Ser Mayor
«Quisiera Ser Mayor» es una canción interpretada por la cantante mexicana Litzy, incluida originalmente en su álbum debut como solista Transparente (1998). Fue compuesta por Luis Carlos Monroy, Octavio Lara y Raúl Ornelas. La canción fue publicada en 1998 por EMI Music como segundo sencillo de su álbum debut, después del éxito comercial de su primer sencillo No Te Extraño. El video musical de la canción fue estrenado en 1998 y fue dirigido y producido por Oliver Castro. Un segundo video de la canción sería estrenado bajo la versión "Pepino Mix", el cual incluía escenas del video original y nuevas escenas con una coreografía.
Litzy interpretó la canción durante su participación en la gira 90's Pop Tour en la cual compartió créditos con la agrupación OV7 para su interpretación. Durante la tercera etapa de la gira, Litzy interpretó el sencillo en solitario. Las versiones de la gira fueron lanzadas a través de Sony Music México en los álbumes CD y DVD, 90's Pop Tour, Vol. 1, 90's Pop Tour, Vol. 2 y 90's Pop Tour, Vol. 3.

## Formatos
| CD Single México. |                                      |          |  |
| N.º               | Título                               | Duración |  |
| 1.                | «Quisiera Ser Mayor» (Album Version) | 03:09    |  |
| 2.                | «Quisiera Ser Mayor» (Pepino Mix)    | 03:37    |  |
| 3.                | «Quisiera Ser Mayor» (Loco Mix)      | 05:11    |  |